# 카펠렌주

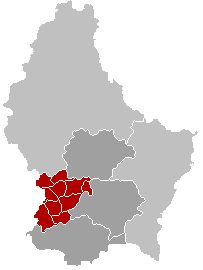
카펠렌 주의 위치

카펠렌주(룩셈부르크어: Kanton Capellen, 독일어: Kanton Capellen, 프랑스어: Canton de Capellen)는 룩셈부르크를 구성하는 12개 주 가운데 하나로, 행정 구역상으로는 룩셈부르크 구에 속한다. 주도는 카펠렌이며 면적은 199.21km2, 인구는 38,195명(2005년 기준), 인구 밀도는 190명/km2, 높이는 242~398m이다. 10개 지방 자치체(Dippach, Garnich, Hobscheid, Käerjeng, Kehlen, Koerich, Kopstal, Mamer, Septfontaines, Steinfort)를 관할한다.